# José Barreto Quintas da Silva
José Barreto Quintas da Silva (* 9. September 1998) ist ein osttimoresischer Boxer. Der Sportler ist 155 cm groß.
Bei den Südostasienspiele 2019 auf den Philippinen musste Osttimor lange auf eine Medaille warten. Die philippinischen Zuschauer begeisterte aber der Sportgeist der Osttimoresen, die sich trotzdem weiter anstrengten. Es entstand eine große Sympathiewelle für die osttimoresischen Athleten. Schließlich gewann Silva beim Boxen im Fliegengewicht die Bronzemedaille.
Silva war bereits bei den Asienspielen 2018 im Fliegengewicht angetreten, blieb dort aber ohne Medaille.
2022 folgte eine weitere Bronzemedaille bei den Südostasienspiele 2021.